# Gai Apuleu Saturní
Gai Apuleu Saturní (llatí: Gaius Appuleius Saturninus) va ser un comissionat romà del segle ii aC.
El senat el va enviar per arranjar les disputes que havien esclatat entre pisans i lunenses (entre les ciutats de Pisae i de Luni), l'any 168 aC, tal com explica Titus Livi.